# Bæredygtigt fiskeri
Bæredygtigt fiskeri og bæredygtigt sportsfiskeri er dækkende for en holdning om at sikre, at det fiskeri der udøves har en begrænset skadesvirkning på fiskebestandene. Dette gøres for at undgå at udfiske bestande og for at begrænse eller undgå udsætninger. For lyst/sportsfiskere er der endvidere det perspektiv blandt en stigende skare af danske lyst/sportsfiskere at det er sjovest at fange mange fisk og endvidere måske med flere store individer iblandt. Denne praksis beskrives som Catch & Release (C&R), hvilket forenklet går ud på at genudsætte sin fangst i live.   .
Bæredygtigt fiskeri blandt sportsfiskere er årsag til diskussioner i blandt mange lyst- og sportsfiskere disse år. Dette praktiseres i et vist omfang af samtlige lovligt fiskende personer dvs. personer der har indløst, det i Danmark gældende og lovpligtige fisketegn derudover følger gældende mindstemål og fredningstid på en lang række af danske fisk. Flere af de danske åer er nu for bæredygtighedens skyld begrænset af kvoter på antallet af hjemtagne havørred og laks. Dette perspektiv er det der af bæredygtigt tænkende personer ønskes udvidet omfattende yderligere fiskebestande og arter end disse. 
Der er lokalt i Danmark frivillige fredninger i forskellige lyst- og sportsfiskeforeningers vande. Bl.a. med fredninger af gedder, eller aborre for at sikre den fortsatte bestandsoverlevelse, samt styrke fiskeriet i et vand der honorerer ønsket om flere fangster pr. fisketur i kraft af stærke bestande. Dette er endvidere en erkendelse af, at man nu i højere grad end tidligere er bevidste om rovfiskenes betydning for de små økosystemer som søer og åer i mange tilfælde repræsenterer.  Fjernes der f.eks. en stor gedde vil denne mangle i søens økosystem og bestandens styrke vil svækkes i forhold til fremtidig gydning. En bæredygtig lyst-sportsfisker kan godt hjembringe fisk, men vil i et tilfælde som med  en gedde hjembringe en mindre fisk der udover bedre at kunne undværes i søens økosystem endvidere repræsenterer en væsentligt bedre smagsoplevelse end deres store(gamle) artsfæller.
Samfundsøkonomisk er der også perspektiver i at tænke bæredygtigt. En fisk vil i et bæredygtigt fiskeri kunne sælges flere gange og til en højere pris. Man vil kunne spare opfiskninger af voldsomme fredfiskebestande   

## Eksterne kilder og henvisninger
1. ↑  Kort om C&R  (Webside ikke længere tilgængelig)

- bæredygtigtfiskeri.dk